# Dhaulagiri IV
Der Dhaulagiri IV ist ein 7661 m hoher Gipfel und die vierthöchste Erhebung im Gebirgsmassiv Dhaulagiri Himal im Himalaya in Nepal.

## Besteigungsgeschichte
Zunächst erfolgten alle Besteigungsversuche von Süden her. In erster Linie waren österreichische und japanische Bergsteigerteams in der Region aktiv. Bis 1969 hatten bereits mehrere Menschen ihr Leben beim Versuch der Erstbesteigung verloren. 1969 erfolgte ein Versuch einer österreichischen Nach-Monsun-Expedition des Österreichischen Alpenvereins. Die Österreichische Himalaya-Expedition 1969 ging allerdings tragisch zu Ende. Am 9. November erreichte ein letzter Funkspruch des Gipfelteams die anderen Teilnehmer: 

„Wir haben die extremen Schwierigkeiten des Zustiegs überwunden und befinden uns bereits in der Gipfelregion des Dhaulagiri IV.“

 Es war das letzte Lebenszeichen. Fünf Österreicher und ein Sherpa gelten seither als verschollen. Mit hoher Wahrscheinlichkeit haben sie den Gipfel erreicht, mit Sicherheit konnte diese Frage nie geklärt werden. 1973 unternahm eine weitere österreichische Expedition, dieses Mal im Rahmen der Österreichischen Himalaya-Gesellschaft, einen Anlauf. Erstmals wollte die Gruppe bestehend aus Franz Huber, Adolf Huber, Adolf Weißensteiner, Gerhard Rupar (Expeditionsarzt), Egon Obojes, Erwin Weilguny, Hans Mikusch, Erich Hammerl und Werner Kopacka den Gipfel von Norden her, aus dem Oberen Dolpo kommend, erreichen. Die Huber-Brüder und ihr Freund Adolf Weißensteiner waren 1971 über diesen Zustieg in die Gipfelregion des Dhaulagiri II gelangt, den Adolf Huber, Jangbu Sherpa, Adolf Weißensteiner und Ron Fear dann auch erstbestiegen hatten. Dabei hatten sie den Plan ins Auge gefasst, auch den Dhaulagiri IV von Norden aus zu erreichen. Die Gipfelgruppe bestehend aus Franz Huber, Adolf Huber, Egon Obojes und Adolf Weißensteiner musste jedoch im Sturm am Gipfelgrat des Dhaulagiri IV auf 7250 Metern zwei Nächte lang in Lebensgefahr ausharren, bevor sie wieder absteigen konnte. Die Expedition wurde daraufhin abgebrochen.
Im Frühjahr 1975 erreichten die beiden Japaner Kawazu und Yasuda von der Osaka Mountaineering Federation von Süden her den Gipfel, verunglückten aber beim Abstieg tödlich.
1975 erreichte eine japanische Nach-Monsun-Expedition ebenfalls von Süden her den Gipfel. Alle Teilnehmer stiegen sicher ins Tal ab. Sie gaben an, dass es sehr wahrscheinlich sei, dass die österreichische Gruppe 1969 den Gipfel erreicht hatte.
Ein Aufstieg von Norden wurde noch nicht bewerkstelligt.